# Þingvallavatn
Þingvallavatn (Thingvallavatn) – jezioro w południowo-zachodniej Islandii. Jezioro zajmuje powierzchnię 84
km² i jest tym samym największym naturalnym zbiornikiem wodnym tego kraju. Jego maksymalna głębokość wynosi 114 m.
Þingvallavatn to jezioro pochodzenia tektonicznego. W okolicach jeziora znajduje się skomplikowany system szczelin, świadczących, że w tym miejscu przebiega granica płyt tektonicznych Eurazjatyckiej i Północnoamerykańskiej. Najbardziej znana szczelina nosi nazwę Almannagjá, czyli „Wąwóz Wszystkich Ludzi”. Nazywany jest też Kanionem Silfra. Ma 63 metry głębokości. To właśnie w tym miejscu na północnym brzegu jeziora zgromadził się po raz pierwszy w 930 islandzki parlament Althing.
Jezioro wchodzi w skład parku narodowego Þingvellir, który w 2004 został wpisany na listę światowego dziedzictwa UNESCO.
Woda wewnątrz jeziora jest jedną z najczystszych na świecie. Pozwala na 120 metrów widoczności.